# Lepnica wąskopłatkowa
Lepnica wąskopłatkowa (Silene otites) – gatunek rośliny z rodziny goździkowatych. Występuje na rozległych obszarach Europy i Azji zachodniej i środkowej, rzadziej ku północnych części tych kontynentów. W Polsce rośnie w zachodniej i południowej części kraju z wyjątkiem obszarów górskich.

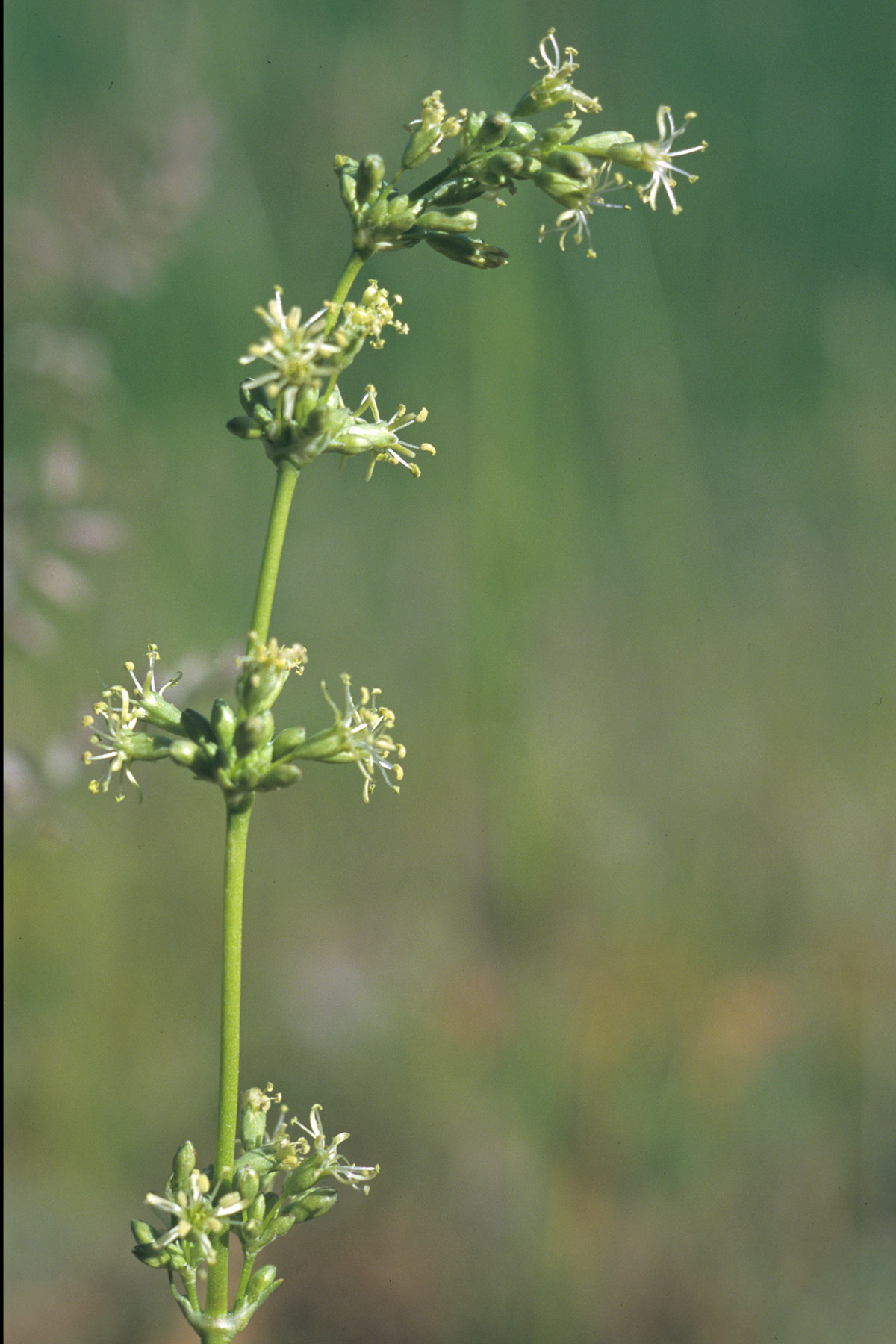
Kwiatostan

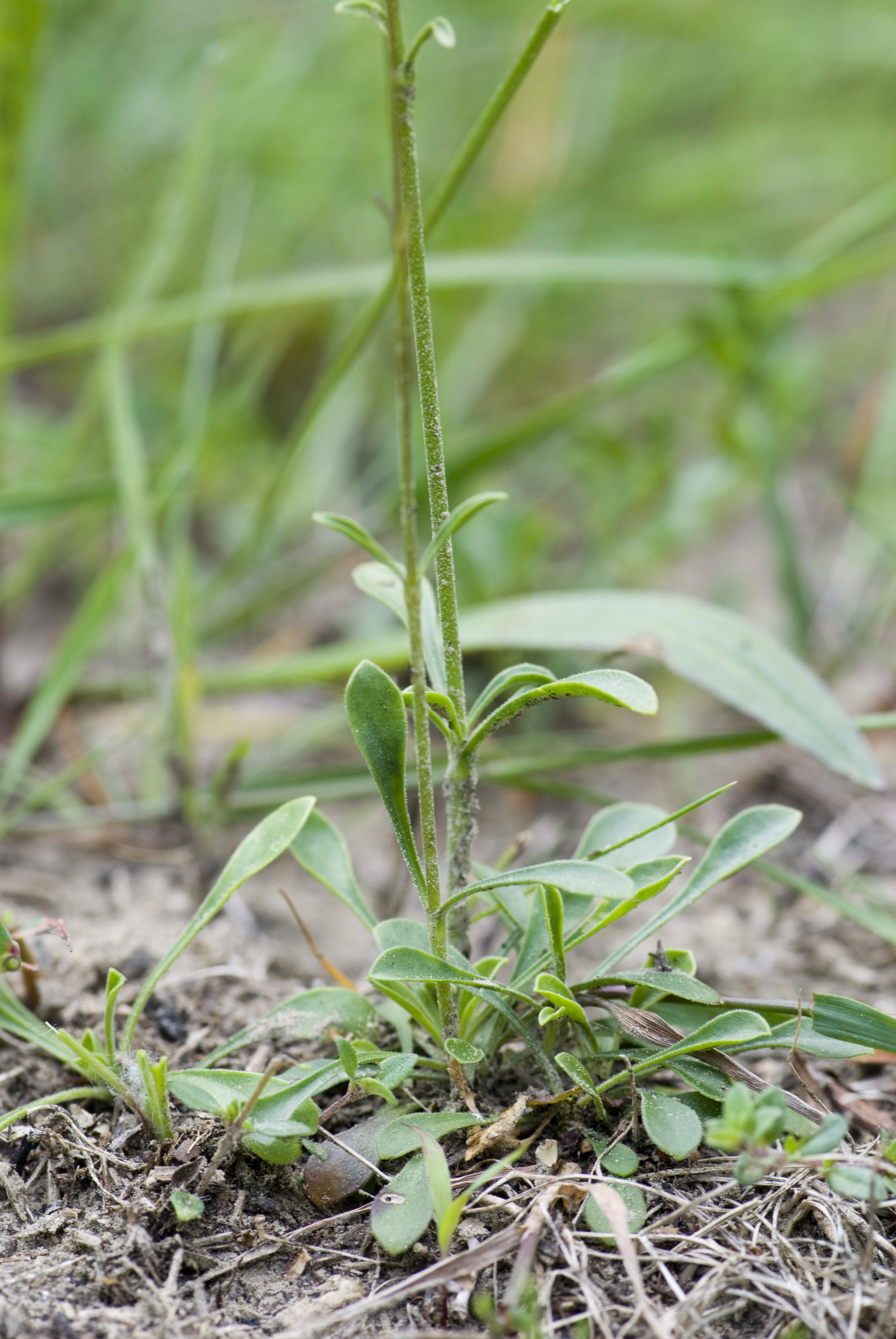
Przyziemna część pędu

## Morfologia
PokrójRoślina o wysokości od 20 cm do 50 (czasem, zwłaszcza u podgatunku pseudotites do 140 cm wysokości).
ŁodygaProsto wzniesiona, zwykle pojedyncza i tylko u góry rozgałęziona, tu też naga, dołem drewniejąca i krótko owłosiona.
LiścieSkupione częściowo w różyczkę, górne na łodydze siedzące, do 3 cm długości lancetowate lub równowąskolancetowate. Liście dolne, skupione w rozecie przyziemnej s a długoogonkowe i wąskołopatkowate i lancetowate.
KwiatyJednopłciowe, liczne, drobne, zebrane w wąską wiechę. Wyrastają na szypułkach do 7 mm długości w kątach trójkątnych i błoniastych przysadek. Kielich zrosłodziałkowy, zakończony jest 5 ząbkami o długości do 1 mm. Płatki są żółtozielone, do 5 mm długie, niepodzielone, nieznacznie wystają z kielicha. Pręcików w kwiatach męskich jest 10, szyjki słupka w kwiatach żeńskich są 3.
OwocJajowata torebka o długości do 6 mm, gładka, na trzonku do 0,9 mm długości. Zawiera nasiona nerkowate, o długości do 1 mm.

## Biologia i ekologia
Bylina dwupienna. Rośnie w miejscach silnie nasłonecznionych, w murawach na stokach i na przydrożach. Jest gatunkiem charakterystycznym dla klasy zespołów Festuco-Brometea i związku Koelerion glaucae.